# Arvan (Fluss)
Der Arvan ist ein Fluss in Frankreich, der im Département Savoie in der Region Auvergne-Rhône-Alpes verläuft. Er entspringt unter dem Namen Arvettaz in den französischen Alpen, an der Westflanke des Gipfels Grand Agnelin (2958 m), im Gemeindegebiet von Saint-Jean-d’Arves. Der Fluss entwässert generell in nordöstlicher Richtung, wobei er zwischen den Orten Saint-Sorlin-d’Arves und Saint-Jean-d’Arves nach Südost ausschwenkt und mündet nach insgesamt rund 30 Kilometern am östlichen Stadtrand von Saint-Jean-de-Maurienne als linker Nebenfluss in den Arc.

## Orte am Fluss
(Reihenfolge in Fließrichtung)
- Saint-Sorlin-d’Arves
- Saint-Jean-d’Arves
- Saint-Jean-de-Maurienne